# Хиддлстон, Том
То́мас Уи́льям Хи́ддлстон (англ. Thomas William Hiddleston; род. 9 февраля 1981, Вестминстер, Лондон) — английский актёр и продюсер. Лауреат премий Лоренса Оливье и «Золотой глобус», номинант на премии BAFTA, «Эмми» и «Тони». Наиболее известен по фильмам «Полночь в Париже» (2011), «Выживут только любовники» (2013), «Багровый пик» (2015) и ролью Локи в кинематографической вселенной Marvel.

## Ранние годы
Том Хиддлстон родился 9 февраля 1981 года в Вестминстере (Лондон, Англия, Великобритания). Он учился в двух независимых школах: в школе Дракона в Оксфорде и Итонском колледже в Итоне (около Виндзора) в Беркшире. В Кембридже, где он также получал образование, Хиддлстон принимал участие в постановке «Трамвай „Желание“». После он окончил престижную Королевскую академию драматического искусства (англ. Royal Academy of Dramatic Art) в 2005 году.

## Карьера
Свою первую роль Хиддлстон сыграл в телефильме «Жизнь и приключения Николаса Никльби» (2001). Следующие его работы также были на телевидении: «Заговор» (2001), «Черчилль» (2002), «Загадка сонетов Шекспира» (2005), а также некоторые другие, и телесериалы. Первую крупную роль он играет вновь в телефильме — в «Любовных неудачах Джейн Остин» (2008). В 2008 году Том дважды номинировался в категории «Лучший дебют» на премию Лоренса Оливье за роли в театральных постановках «Цимбелин» и «Отелло» (где сыграл Кассио), будучи в этой категории сам же против себя. В итоге выиграл награду за роль в «Цимбелине». В том же году Том побеждает в номинации «Лучший актёр второго плана» в «Theatregoers' Choice Awards», за роли Кассио (постановка Отелло) и Львова (постановка Иванов, Чехова).
Настоящим прорывом для него стал контракт с компанией Marvel Studios на два фильма: «Тор» (2011) и «Мстители» (2012), где он исполняет роль Локи. В 2011 году он сыграл персонажей прошлого века в картинах «Полночь в Париже» и «Боевой конь», действие которых происходит в самом начале XX века. Том Хиддлстон работал с ВВС, снимаясь в историческом сериале «Пустая корона» — четырёхсерийной экранизации хроник Шекспира. Хиддлстон появился в трёх сериях: в обеих частях «Генриха IV» в роли принца Хэла (будущего короля Генриха V), а затем и в заглавной роли в «Генрихе V».
В 2016 году Хиддлстон сыграл Джонатана Пайна в мини-сериале «Ночной администратор», за который получил премию «Золотой глобус» как лучший актёр в мини-сериале или телефильме, а также получил две номинации на телевизионную премию «Эмми». В 2023 году появилась информация о съёмках второго сезона под рабочим названием Steelworks, в котором актёр вновь исполнит главную роль.
Хиддлстон вновь исполнил роль Локи в фильмах «Тор: Рагнарёк» (2017), «Мстители: Война бесконечности» (2018), «Мстители: Финал» (2019), а также в сериале «Локи» (первый сезон 2021, второй сезон 2023), премьера которого состоялась на стриминговом сервисе Disney+.
В 2021 году Хиддлстон был номинирован на 74-ю церемонию вручения театральной премии «Тони» в категории «Лучшая мужская роль» за пьесу «Предательство» (англ. «Betrayal»).

## Личная жизнь
Том описывает себя как феминиста.
Ранее он состоял в отношениях с актрисой Сюзанной Филдинг, которая появилась с ним в эпизоде сериала «Валландер» в 2008 году. Их отношения закончились в ноябре 2011 года.
В 2016 году Том несколько месяцев встречался с певицей Тейлор Свифт.
В 2019 году Хиддлстон начал встречаться с Зави Эштон. В 2022 году у пары состоялась помолвка, а осенью того же года у них родился сын.

## Фильмография
| Год       |     | Русское название                     | Оригинальное название                                        | Роль                      |
| --------- | --- | ------------------------------------ | ------------------------------------------------------------ | ------------------------- |
| 2001      | тф  | Жизнь и приключения Николаса Никльби | The Life and Adventures of Nicholas Nickleby                 |                           |
| 2001      | тф  | Заговор                              | Conspiracy                                                   | Оператор                  |
| 2002      | тф  | Черчилль                             | The Gathering Storm                                          | Рэндольф Черчилль         |
| 2005      | тф  | Загадка сонетов Шекспира             | A Waste of Shame: The Mystery of Shakespeare and His Sonnets | Джон Холл                 |
| 2006      | с   | Герои Креста Виктории                | Victoria Cross Heroes                                        | Капитан Джон «Джек» Рэндл |
| 2006—2007 | с   | Пригород в огне                      | Suburban Shootout                                            | Билл Хэзелдин             |
| 2007      | ф   | Чужая                                | Unrelated                                                    | Оакли                     |
| 2007      | с   | Катастрофа                           | Casualty                                                     | Крис Вон                  |
| 2007      | тф  | BBC Галапагосы                       | Galápagos                                                    | Чарльз Дарвин             |
| 2008      | тф  | Любовные неудачи Джейн Остин         | Miss Austen Regrets                                          | Мистер Джон Пламптр       |
| 2008—2010 | с   | Валландер                            | Wallander                                                    | Магнус Мартинссон         |
| 2009      | с   | Крэнфорд                             | Cranford                                                     | Уильям Бакстон            |
| 2009      | тф  | Неизвестные дневники Дарвина         | Darwin’s Secret Notebooks                                    | Чарльз Дарвин             |
| 2010      | ф   | Архипелаг                            | Archipelago                                                  | Эдвард                    |
| 2011      | ф   | Тор                                  | Thor                                                         | Локи                      |
| 2011      | ф   | Полночь в Париже                     | Midnight in Paris                                            | Фрэнсис Скотт Фицджеральд |
| 2011      | ф   | Глубокое синее море                  | The Deep Blue Sea                                            | Фредди Пейдж              |
| 2011      | ф   | Боевой конь                          | War Horse                                                    | Капитан Николс            |
| 2012      | ф   | Мстители                             | The Avengers                                                 | Локи                      |
| 2012      | тф  | Генрих V                             | Henry V                                                      | Генрих V                  |
| 2013      | ф   | Выставка                             | Exhibition                                                   | Джейми МакМиллан          |
| 2013      | ф   | Тор 2: Царство тьмы                  | Thor: The Dark World                                         | Локи                      |
| 2013      | ф   | Выживут только любовники             | Only Lovers Left Alive                                       | Адам                      |
| 2014      | ф   | Маппеты 2                            | The Muppets... Again!                                        | Великий Эскапо            |
| 2015      | ф   | Мстители: Эра Альтрона               | Avengers: Age of Ultron                                      | Локи                      |
| 2015      | ф   | Багровый пик                         | Crimson Peak                                                 | Сэр Томас Шарп            |
| 2015      | ф   | Высотка                              | High-Rise                                                    | Доктор Роберт Лэйнг       |
| 2015      | ф   | Я видел свет                         | I Saw the Light                                              | Хэнк Уильямс              |
| 2016      | с   | Ночной администратор                 | The Night Manager                                            | Джонатан Пайн             |
| 2016      | мс  | Охотники на троллей: Истории Аркадии | Trollhunters: Tales of Arcadia                               | Канджигар Отважный        |
| 2017      | ф   | Конг: Остров черепа                  | Kong: Skull Island                                           | Капитан Джеймс Конрад     |
| 2017      | ф   | Тор: Рагнарёк                        | Thor: Ragnarok                                               | Локи                      |
| 2018      | мф  | Дикие предки                         | Early Man                                                    | лорд Гнус                 |
| 2018      | ф   | Мстители: Война бесконечности        | Avengers: Infinity War                                       | Локи                      |
| 2018      | кор |                                      | Leading Lady Parts                                           | камео                     |
| 2019      | ф   | Мстители: Финал                      | Avengers: Endgame                                            | Локи                      |
| 2021—2023 | с   | Локи                                 | Loki                                                         | Локи                      |
| 2021      | мф  | Симпсоны: Добро, Барт и Локи         | The Simpsons: The Good, the Bart, and the Loki               | Локи                      |
| 2021      | мс  | Что, если…?                          | What If…?                                                    | Локи                      |
| 2022      | с   | Змей в Эссексе                       | The Essex Serpent                                            | Уильям Рэнсом             |
| 2023      | ф   | Человек-муравей и Оса: Квантомания   | Ant-Man and the Wasp: Quantumania                            | Локи                      |
| 2024      | ф   | Жизнь Чака                           | The Life of Chuck                                            | Чарльз «Чак» Кранц        |
| 2026      | ф   | Мстители: Судный день                | Avengers: Doomsday                                           | Локи                      |
| 2026      | ф   | Тенцинг                              | Tenzing                                                      | Эдмунд Хиллари            |

## Награды и номинации
Полный список наград и номинаций также представлен на сайте IMDb.com
| Год  | Награда                              | Категория                                                | Работа                          | Результат |
| ---- | ------------------------------------ | -------------------------------------------------------- | ------------------------------- | --------- |
| 2008 | Премия Лоренса Оливье                | Лучшее новое лицо                                        | Цимбелин                        | Победа    |
| 2008 | Премия Лоренса Оливье                | Лучшее новое лицо                                        | Отелло                          | Номинация |
| 2010 | Crime Thriller                       | Лучший актёр второго плана                               | Валландер                       | Номинация |
| 2011 | Scream                               | Лучший мужской персонаж                                  | Тор                             | Номинация |
| 2011 | PFCS                                 | Лучший актёрский каст                                    | Полночь в Париже                | Номинация |
| 2012 | Gold Derby                           | Лучший актёрский каст                                    | Полночь в Париже                | Номинация |
| 2012 | GAFCA                                | Прорыв года                                              | Полночь в Париже                | Номинация |
| 2012 | GAFCA                                | Прорыв года                                              | Боевой конь                     | Номинация |
| 2012 | GAFCA                                | Прорыв года                                              | Тор                             | Номинация |
| 2012 | Премия «Империя»                     | Лучший мужской дебют                                     | Тор                             | Победа    |
| 2012 | BAFTA                                | Восходящая звезда                                        | Тор                             | Номинация |
| 2012 | Премия «Сатурн»                      | Лучший киноактер второго плана                           | Тор                             | Номинация |
| 2012 | Teen Choice Awards                   | Лучший злодей                                            | Мстители                        | Номинация |
| 2013 | MTV Movie Awards                     | Лучший злодей                                            | Мстители                        | Победа    |
| 2013 | MTV Movie Awards                     | Лучший бой                                               | Мстители                        | Победа    |
| 2013 | Kids' Choice Awards                  | Лучший злодей                                            | Мстители                        | Номинация |
| 2014 | Премия Лоренса Оливье                | Лучший актёр                                             | Кориолан                        | Номинация |
| 2014 | Online Film & Television Association | Лучший актёр в мини-сериале или телефильме               | Пустая корона                   | Номинация |
| 2014 | Российская премия «Жорж»             | Лучший зарубежный злодей года                            | Тор 2: Царство тьмы             | Победа    |
| 2014 | Российская премия «Жорж»             | Лучший зарубежный дуэт года                              | Тор 2: Царство тьмы             | Номинация |
| 2014 | Премия «Сатурн»                      | Лучший киноактер второго плана                           | Тор 2: Царство тьмы             | Номинация |
| 2014 | Премия «Империя»                     | Лучший актёр второго плана                               | Тор 2: Царство тьмы             | Номинация |
| 2014 | MTV Movie Awards                     | Любимый персонаж                                         | Тор 2: Царство тьмы             | Номинация |
| 2014 | CinEuphoria                          | Лучший международный дуэт                                | Выживут только любовники        | Номинация |
| 2015 | Alliance of Women Film Journalists   | Лучшее изображение наготы, сексуальности или обольщения  | Выживут только любовники        | Номинация |
| 2015 | BloodGuts UK Horror                  | Лучший актёр                                             | Выживут только любовники        | Номинация |
| 2015 | Behind the Voice Actors              | Special, DVD Voice Acting Award                          | Феи: Загадка пиратского острова | Номинация |
| 2015 | Премия «Клотрудис»                   | Лучший актёр второго плана                               | Чужая                           | Номинация |
| 2015 | Премия британского независимого кино | Лучший актёр                                             | Высотка                         | Номинация |
| 2016 | Fangoria Chainsaw                    | Лучший актёр                                             | Багровый пик                    | Номинация |
| 2016 | Выбор телевизионных критиков         | Лучший актёр в мини-сериале или телефильме               | Ночной администратор            | Номинация |
| 2016 | Online Film & Television Association | Лучший актёр в мини-сериале или телефильме               | Ночной администратор            | Номинация |
| 2016 | Премия «Спутник»                     | Лучший актёр в мини-сериале или телефильме               | Ночной администратор            | Номинация |
| 2016 | Gold Derby                           | Лучший актёр первого плана в мини-сериале или телефильме | Ночной администратор            | Номинация |
| 2016 | Прайм-таймовая премия «Эмми»         | Лучший актёр первого плана в мини-сериале                | Ночной администратор            | Номинация |
| 2016 | Прайм-таймовая премия «Эмми»         | Лучший мини-сериал                                       | Ночной администратор            | Номинация |
| 2017 | Премия «Империя»                     | Герой премии «Империя»                                   |                                 | Победа    |
| 2017 | Премия «Золотой глобус»              | Лучший актёр в мини-сериале или телефильме               | Ночной администратор            | Победа    |
| 2017 | Национальная телевизионная премия    | Самый популярный драматический сериал                    | Ночной администратор            | Номинация |
| 2017 | Премия Гильдии продюсеров США        | Исполнительный продюсер многосерийного фильма            | Ночной администратор            | Номинация |
| 2017 | Teen Choice Awards                   | Лучший актёр научно-фантастического или фэнтези фильма   | Конг: Остров черепа             | Номинация |
| 2018 | Teen Choice Awards                   | Лучшая эпизодическая роль                                | Тор: Рагнарёк                   | Номинация |
| 2020 | Премия Лиги Драмы                    | Лучшее исполнение роли                                   | Предательство                   | Номинация |
| 2021 | Тони                                 | Лучшая мужская роль в пьесе                              | Предательство                   | Номинация |